# 京都銀行
株式会社京都銀行（きょうとぎんこう、英: The Bank of Kyoto, Ltd.）は、京都府京都市下京区に本店を置く地方銀行である。京都フィナンシャルグループの100%子会社。

## 概要
企業キャッチフレーズは「飾らない銀行」。2004年から放映されている奇抜なテレビCM「ながーい、おつきあい」シリーズでも知られる。英字表記は『The Bank of Kyoto』であるが、各店鋪やATMでは『The Bank for Kyoto』と記されている。ロゴマークは鳥居の笠木の先端や石畳の形を想起させる四辺形を、京都市内の五山や5本の川と社員の共感・先見・創造・意欲・愛を示す5本の緑の横線で表したものとした。
戦後京都ではベンチャー企業が勃興し、オムロン、任天堂、村田製作所、京セラ、ワコール等の「京都銘柄」と称される地元企業を京銀は主力銀行として支え、それら企業の発展を背景に業容も拡大。またそれら企業の株式を多数保有するため膨大な株式含み益を得ている。
かつては特筆的な業務として、1945年9月、第二次世界大戦の敗戦に伴う引き揚げ港として全国10港が指定されたが、段階的に役目は終了。1950年以降は舞鶴港が唯一の引き揚げ港を担い、1958年9月の最終船である白山丸の寄港で役目を終えた。この間、京銀は地元銀行として全く経験のない引揚者持ち帰りの外貨両替業務を手掛けた。
2007年より、地元プロサッカークラブ京都サンガF.C.のユニフォーム袖スポンサーとなる。翌年からは朝日放送→朝日放送テレビ・朝日放送ラジオの全国高校野球選手権大会中継の提供スポンサーも担う。なお、通常は出店地域のみで放送されている「ながーい、おつきあい」のCMは、特別番組などのスポンサーとなった際は未出店地域も含め全国に放映される。
京都府および府内大半の市町村の指定金融機関である。
1923年、（新）安田銀行（現：みずほ銀行）発足時に参画した同名の銀行とは無関係である。

## 店舗政策
京都府内の市町村と滋賀県・大阪府・奈良県・兵庫県・愛知県・東京都に支店と出張所を持つ。
戦前まで、京都市内における銀行は東京市内（現：東京23区）と同じくほとんどが都市銀行の支店であり、地元の地銀は小規模のものが数行存在していたに過ぎなかった。しかも、そのいずれもが結局大手銀行への併合の道をたどり、京都大内銀行が安田銀行と当時福知山に本店を置いていた丹和銀行に分割譲渡されたのを最後に、戦時中において、京都市内では地元地銀が消滅してしまった。
戦後、地域産業発展のため地元資本による地銀の設立を求める声が起こり、また蜷川虎三京都府知事も中小企業金融の充実に積極的であったこと、加えて日銀京都支店を歴任した一万田尚登総裁も「大都会に本店銀行がないのは日本七不思議の一つである」と地元本店銀行の必要性を説いたことから、丹波・丹後地区における戦時中の統合銀行であった丹和銀行が京都市内に進出した。すでに同行時代において、日本勧業銀行京都支店から京都府の本金庫（指定金融機関）業務を移管されていたこともあり、それに相応しい商号に変更する必要があるとして1951年に京都銀行に行名を改めた。さらに1953年には本店を京都市の現在地（旧：髙島屋跡）に移転している。その後、京都市内における店舗拡大策として、都銀をはじめとした他銀行の支店の譲受や自主出店によって店舗を増やした、その一方で1980年代に府外支店の大部分を整理している。
1998年6月、柏原康夫が頭取に就任する。当時京銀も少なからず不良債権を抱えており、担当部署から先述の株式含み益によって不良債権を処理する案が具申された。しかし、含み益を使用した場合には保有株式の簿価が上昇し、経営基盤が弱体化するため、それは使用せず、就任1年目はあえて赤字決算を計上した。その時分、京銀の資金量は地銀界において15～16位程度につける横ばいの状態が続き、周囲の金融機関を見渡してもリストラが横行していた。
そうした中、柏原は銀行の規模を拡大することによって収益力を高めていく成長戦略に舵を切った。だが、京都はメガバンクのほか有力信金も存在する全国有数の金融激戦地であるため、府内で資金量を増やすことは至難の業であった。そこで、隣接県に出店して規模を拡大していく方針を定めた。それに沿って、2000年12月に滋賀県草津市に新規出店したことを皮切りに、「広域型地銀」を標榜し店舗の連続性を考えながら水が染み透るように出店を重ね、滋賀、大阪、奈良へと店舗網を拡張。さらに兵庫にも尼崎支店（2004年12月）、神戸支店（2005年9月）、川西支店（2007年10月）、六甲道支店（同11月）を開設するに至っている。また、2011年4月にはかつて撤退した名古屋支店を再出店。それに先立って、2011年1月より中京広域圏（テレビ愛知含む）でのテレビCM放送を開始している。このほか、2015年12月には、東京支店を営業部に昇格し人員を10名増員したほか、2016年7月19日には愛知県下2店目となる刈谷支店および刈谷住宅ローンプラザを刈谷市に開設した。これによって2000年以降の出店は50店舗超を数えた。
京銀は後発であるため、京都市の指定金融機関には指定されず、また市内シェア（預金1兆円以上の金融機関のみで）も三菱UFJ銀行や京都中央信用金庫、京都信用金庫、三井住友銀行などと分け合っている。旧三和銀行の流れを汲み、京都でのシェアが高いMUFGは、府内預金シェア約15%、貸出シェア10%で、預金・貸出とも当行に次ぐ2位。京都中央・京都信用金庫を抜いた模様。
京都府の出納機関業務を京都中央信金が固辞したため、京銀が烏丸高辻に本店を建設したとの話がある。また上記の経緯から京都市との結びつきは少ないが、府下の他市町村とは紐帯も強く、京都市以北では京都北都信用金庫と並び重要な地位をしめている。
京阪電気鉄道と提携して駅構内ATM「ステーションATMエキバンク」を主要駅に展開している。
なお、全ATMにおいて据え置きの現金封筒（紙幣袋）を提供するサービスは2022年1月をもって廃止された。

## 沿革
- 1893年（明治26年）：与謝郡宮津町に宮津銀行設立。
- 1895年（明治28年）：中郡峰山町に峰山銀行設立、翌年丹後商工銀行に改称。
- 1897年（明治30年）：兵庫県の南但株式会社が京都府内に移転し南但銀行と改称。1919年に何鹿銀行となり、合併によって1936年に両丹銀行創立。（本社・福知山）
- 1920年（大正9年）：峰山町に丹後産業銀行設立。
- 1941年（昭和16年）：両丹・宮津・丹後商工・丹後産業の4行合併により丹和銀行創立（本店福知山市）[15]。
- 1942年（昭和17年）：百三十七銀行・中丹銀行の京都府内の店舗を買収（兵庫県内の店舗は神戸銀行へ）。
- 1943年（昭和18年）：京都大内銀行の七条支店を譲受し京都支店（現、七条支店）を開設[15]。
- 1951年（昭和26年）：株式会社京都銀行に商号変更[15]。
- 1953年（昭和28年）：本店を京都市に移転。旧本店は福知山支店に改称[15]。
- 1982年（昭和57年）：ディーシーカードと共同で京都クレジットサービスを設立。
- 1985年（昭和60年）：前年からの創業100年事業の一環としてレイ吉村によるCIシンボルマークを制定[3]。
- 2004年（平成16年）：勘定系システムを「NTTデータ地銀共同センター」へ移行[15]。
- 2007年（平成19年）：銀行本体でのクレジットカード発行業務の開始[15]。
- 2011年（平成23年）：金融機関として初めて、携帯用ゲーム機「ニンテンドーDS」を活用したサービス「ニンテンドーゾーン」を設置。
- 2016年（平成28年）
  - 7月14日：スカイオーシャン・アセットマネジメントに資本参加。
  - 10月3日：全額出資の証券子会社として京銀証券準備株式会社を設立。2017年5月、同社を京銀証券に商号変更し開業[16][17]。
- 2018年（平成30年）
  - 10月1日：京都府以外の出店地域である東京、大阪、兵庫、滋賀、奈良、愛知を対象にゆうちょ銀行ATMを用いた現金の引き出し・預け入れの手数料を無料化を開始。これに伴い翌春から無料化対象エリアの自行ATM150台を順次撤去[18][19]。
  - 10月22日 : この日から磁気の影響を受けにくい新しい通帳（Hi-Co通帳）を取扱開始した(店舗外ＡＴＭでの繰越通帳については、10月22日から11月2日にかけて、順次「Hi-Co 通帳」に切替。)[20]。
  - 10月：信託業務に参入[21]。
- 2023年（令和5年）
  - 9月28日：上場廃止[22]
  - 10月2日：株式移転により持株会社（完全親会社）である株式会社京都フィナンシャルグループを設立・上場し、持株会社体制へ移行[22]

## 関係会社

### 親会社
- 京都フィナンシャルグループ

### 連結子会社
- 京都信用保証サービス株式会社

### 持分法適用関連会社
- スカイオーシャン・アセットマネジメント株式会社

## 融資系列
（親密取引先を含む）

| - 任天堂 - ニデック - SCREENホールディングス - 京セラ - ローム - グンゼ - 日東精工 | - ニチコン - 星和電機 - ファルコホールディングス - 京都製作所 - 村田製作所 - 堀場製作所 - 佐川急便 - 村田機械 | - 上原成商事 - 金下建設 - NISSHA - 野崎印刷紙業 - エフエム京都 - 京都放送 - 京都新聞社 |

ほか